# Isaiah Austin
Isaiah Austin (Fresno, California, 25 de octubre de 1993) es un exjugador de baloncesto estadounidense. Durante su etapa universitaria jugó en los Baylor Bears, el equipo de la Universidad Baylor. Intentó presentarse al Draft de la NBA de 2013, pero una lesión le obligó a permanecer en Baylor para otra temporada. Al año siguiente buscó una nueva oportunidad en la NBA, pero, tras serle diagnosticado el síndrome de Marfan, decidió terminar su carrera como baloncestista profesional para no comprometer su salud. Sin embargo, entre 2017 y 2021 jugó en diversos clubes de baloncesto profesional en Europa, Asia y Américay también en el BIG3.

## Trayectoria deportiva

### Educación secundaria
Austin asistió a la Grace Preparatory Academy de Arlington, Texas. En su última temporada promedió 15 puntos, 11 rebotes y 5 tapones por partido. Esto lo llevó directamente a ser seleccionado como segundo mejor jugador del año del Fort Worth Star-Telegram Super Team. En 2012 el joven baloncestista participó del McDonald's All-American Game, del Adidas Nations y del Jordan Brand Classic, eventos a los que asisten los jugadores de élite del baloncesto juvenil estadounidense. En el McDonald's All-American Game registró 10 puntos, 8 rebotes, 3 tapones y 2 asistencias por partido para llevar al equipo del Oeste a la victoria, mientras que también fue muy destacada su actuación en el Jordan Brand Classic. A raíz de ello fue nombrado al segundo equipo All-American ESPNHS Elite -de acuerdo con ESPN, Austin era el tercer mejor jugador estadounidense de su camada.

### Universidad
En su primera temporada como freshman en Baylor, Austin fue nombrado para el mejor tercer quinteto de la Big 12 y para el mejor quinteto de rookies de la Big 12 de 2013. El 4 de abril de 2013 registró 15 puntos, nueve rebotes, cinco tapones, cuatro asistencias y dos robos en la final del campeonato NIT, en lo que sería una derrota de Baylor ante Iowa con un resultado de 74 a 54. En 35 partidos (todos de titular), promedió 13.0 puntos, 8.3 rebotes y 1.1 asistencias en 29.9 minutos por partido.
En abril de 2013 declaró su elegibilidad para el Draft de la NBA de 2013, pero poco después, debido a una lesión en el hombro, retiró su nombre del mismo para regresar a Baylor.
En su segunda temporada en la NCAA como sophomore, fue elegido como parte del mejor quinteto defensivo de la Big 12 de 2014. En 38 partidos promedió 11.2 puntos, 5.5 rebotes, 1.4 asistencias y 3.1 tapones en 28.0 minutos por partido.
En abril de 2014 declaró nuevamente su elegibilidad para el Draft de la NBA de 2014, renunciando a sus dos últimos años de carrera universitaria. De todos modos el 21 de junio de ese año Austin fue diagnosticado con el síndrome de Marfan, un trastorno genético que afecta el tejido conectivo del cuerpo. En una emotiva entrevista con Holly Rowe de ESPN, Austin dijo que ya no podía jugar al baloncesto a nivel competitivo ya que corría demasiado riesgo de sufrir una falla en su corazón. En respuesta, el comisionado de la National Basketball Association, Adam Silver, invitó a Austin a presenciar el draft como su invitado.

### Profesional
A pesar de su enfermedad, Austin decidió intentar jugar al baloncesto de manera competitiva. Así, en enero de 2017, firmó su primer contrato profesional con el KK FMP Beograd de la Liga Serbia de Baloncesto. Debutó en un partido de la ABA Liga ante el KK Mornar Bar, logrando 1 punto, 3 rebotes y 1 tapón en 12 minutos de juego, en la victoria de su equipo por 92-85.
Luego de esa experiencia, pasó los siguientes dos años y medio jugando en equipos de China, Taiwán y Líbano (llegó a ser parte del plantel del Nanjing Monkey King, equipo de la Chinese Basketball Association).  
A principios de 2020 firmaría por los Mets de Guaynabo de la Baloncesto Superior Nacional, la máxima categoría del baloncesto en Puerto Rico. Sólo jugó 4 partidos con el equipo, antes de unirse a los Panteras de Aguascalientes de la Liga Nacional de Baloncesto Profesional de México.
Tras pasos fugaces por el Al-Nasr Dubai y el San Carlos, el 30 de agosto de 2021 regresó a Puerto Rico para jugar en los Indios de Mayagüez, en lo que sería su segunda y última experiencia en la Baloncesto Superior Nacional. Ese año fue también miembro del Enemies, una franquicia del BIG3.

## Selección nacional
Austin acordó jugar para la selección de baloncesto de Filipinas en 2017. Su única presentación con el equipo fue durante la FIBA Asia Clubs Champions Cup de 2017, integrando el Chooks-to-Go Pilipinas, un combinado de jugadores filipinos que la Federación de Baloncesto de Filipinas envió al torneo.

## Personal
Austin es ciego del ojo derecho por una lesión que sufrió durante su adolescencia. Mantuvo el asunto en secreto, hasta que lo hizo público el 17 de enero de 2014. Previo a ello sólo sus compañeros de equipos y amigos más cercanos conocían su situación.
Es sobrino de Isaac Austin, un baloncestista que jugó nueve temporadas en la NBA.
Tras su segundo retiro del baloncesto competitivo en 2021, la NBA lo contrató como parte de su personal administrativo. 